# Сітрейн

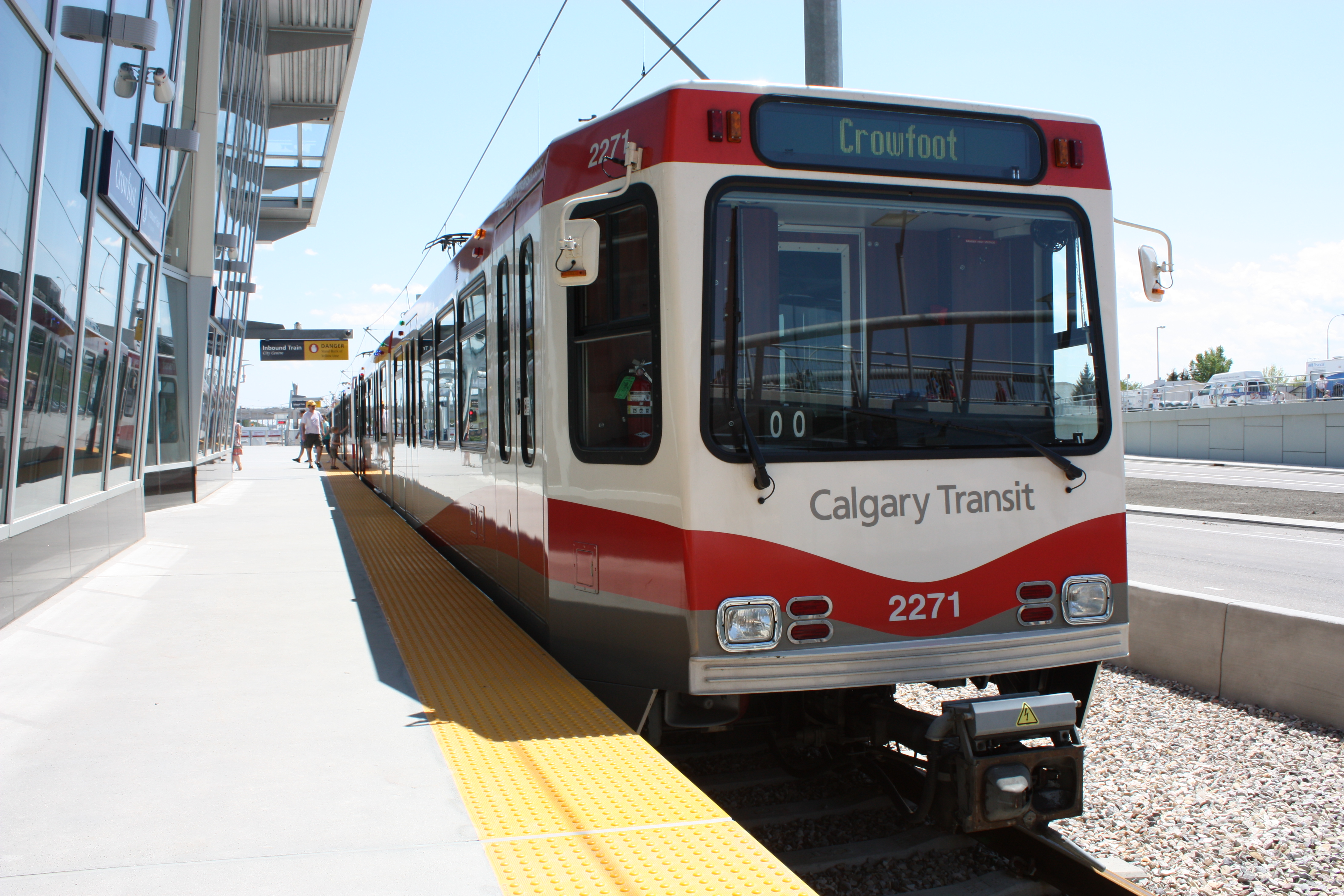
Калгарський швидкісний трамвай

Сітрейн (англ. CTrain) — це система швидкісних трамваїв в Калгарі, Канада. Більша частина системи функціонує як швидкісний трамвай, тоді як у центрі міста потяги їздять як сучасний трамвай із виділеним пріоритетом з безкоштовним проїздом. Така система ще часто має назву напівметро.
Сітрейн розпочав роботу 25 травня 1981 року та розширювався зі збільшенням населення міста. Компанією-оператором є Calgary Transit, яка є частиною транспортного департаменту муніципального уряду Калгарі. Станом на другий квартал 2023 року кількість пасажирів цієї системи становила 61 889 500 пасажирів (або близько 227 200 пасажирів за один робочий день), що робить її однією з найбільш завантажених систем швидкісних трамваїв в Північній Америці. Приблизно 45% працівників у даунтауні Калгарі їздять на роботу за допомогою сітрейн.

## Рухомий склад
Станом на березень 2020 року в експлуатації знаходяться як відносно сучасні моделі Siemens SD-200, так і старі Siemens U2 DC, Siemens U2 AC, Siemens SD-160, Siemens SD-160NG.

## Оплата
Поїздки безкоштовні лише в даунтауні міста; решта мережі працює за системою підтвердження оплати з випадковими перевірками. Станом на 2022 рік зона безкоштовного проїзду (відома як "fair-entry zone") охоплює всі станції сітрейн уздовж 7-ї авеню. Квитки можна придбати в автоматах з продажу квитків на будь-якій станції. У автоматах можна використовувати монети, дебетові та кредитні картки, але банкноти - ні. Квитки також можна придбати онлайн через додаток Transit, проїзні через сайт MyFare та в центрі обслуговування клієнтів Calgary Transit. Також можна придбати денні та місячні проїзні. Денний абонемент дійсний до закінчення терміну служби в день покупки, а місячний — до кінця місяця. Для пенсіонерів та студентів ціни знижені. Діти до 12 років можуть кататися безкоштовно, а також домашні тварини. Також доступні спеціальні абонементи для людей із низьким рівнем доходу та річні абонементи для старшокласників, а відповідні студенти вищих навчальних закладів користуються необмеженим доступом через програму U-Pass (універсальний проїзний квиток).
Одноразові квитки дійсні 90 хвилин, вони дійсні як і для сітрейну, так і для автобусів. 

## Маршрути
CTrain має два маршрути, позначені як Червона лінія та Синя лінія. Їх загальна довжина маршруту становить 59,9 км. Значна частина південного відрізка системи поділяє право проїзду з Канадською тихоокеанською залізницею (КТЗ), і існує сполучення від колії шкидкісного трамваю до лінії КТЗ через стрілочний перевід біля станції Heritage . 
Центральна частина системи обслуговує два маршрути разом. Ця частина системи є безкоштовною для проїзду зоною і служить для перевезення людей у даунтауні міста. Колії розділяються на східному та західному кінцях даунтауну міста на лінії, що ведуть до південного, північно-східного, західного та північно-західного житлових районів Калгарі. 6% сітрейну розташовано під землею, а 7% — на підйомі. Потяги живляться від повітряної контактної мережі, використовуючи пантографи для отримання енергії.

### Червона лінія (Red Line)
Червона лінія довжиною 35 км обслуговує південні та північно-західні райони міста. Також відома як маршрут 201, ця лінія складається з двох відрізків, з’єднаних транзитним центром у центрі міста: південного відрізка і північно-західного відрізка. Є одинадцять станцій на південній частині і дев'ять на північно-західній.
| Знаки | Знаки                     |
| ----- | ------------------------- |
| †     | Кінцева станція           |
| ↓     | Тільки на південь         |
| ↖     | Тільки на північний захід |

| Станція                              | Рік відкриття | Переходи | Примітки                        |
| ------------------------------------ | ------------- | --- | ------------------------------- |
| Tuscany †                            | 2014          | — | —                               |
| Crowfoot                             | 2009          | — | —                               |
| Dalhousie                            | 2003          | — | —                               |
| Brentwood                            | 1990          | На автобусну лінію MAX Orange                                                                                        | —                               |
| University                           | 1987          | — | —                               |
| Banff Trail                          | 1987          | — | —                               |
| Lions Park                           | 1987          | На автобусну лінію MAX Orange                                                                                        | Через торговий центр North Hill |
| SAIT/AUArts/Jubilee                  | 1987          | На автобусну лінію MAX Orange                                                                                        | —                               |
| Sunnyside                            | 1987          | — | —                               |
| 8 Str SW ↓                           | 1981          | На Синю лінію сітрейну                                                                                               | Безкоштовний проїзд             |
| 7 Str SW ↖                           | 1981          | На Синю лінію сітрейну                                                                                               | Безкоштовний проїзд             |
| 6 Str SW ↓                           | 1981          | На Синю лінію сітрейну                                                                                               | Безкоштовний проїзд             |
| 4 Str SW ↖                           | 1981          | На Синю лінію сітрейну                                                                                               | Безкоштовний проїзд             |
| 3 Str SW ↓                           | 1981          | На Синю лінію сітрейну                                                                                               | Безкоштовний проїзд             |
| 1 Str SW ↖                           | 1981          | На Синю лінію сітрейну                                                                                               | Безкоштовний проїзд             |
| Centre Street↓                       | 1981          | На Синю лінію сітрейну На автобусний маршрут 300 Airport На автобусну лінію MAX Yellow На автобусну лінію MAX Purple | Безкоштовний проїзд             |
| City Hall/Bow Valley College Station | 1981          | На Синю лінію сітрейну                                                                                               | Безкоштовний проїзд             |
| Victoria Park/Stampede               | 1981          | — | —                               |
| Erlton/Stampede                      | 1981          | — | —                               |
| 39 Avenue                            | 1981          | — | —                               |
| Chinook                              | 1981          | — | —                               |
| Heritage                             | 1981          | На автобусну лінії MAX Teal                                                                                          | —                               |
| Southland                            | 1981          | — | —                               |
| Anderson                             | 1981          | — | —                               |
| Canyon Meadows                       | 2001          | — | —                               |
| Fish Creek–Lacombe                   | 2001          | — | —                               |
| Shawnessy                            | 2004          | — | —                               |
| Somerset–Bridlewood †                | 2004          | — | —                               |

### Синя лінія (Blue Line)
Синя лінія довжиною 25,7 км обслуговує північно-східну та західну частини міста. Також відома як маршрут 202, ця лінія складається з двох відрізків, з’єднаних транзитним центром у центрі міста: північно-східного відрізка (15,5 кілометрів) і новішого західного відрізка (8,2 кілометри). Північно-східна гілка має десять станцій, а західна – шість станцій.
| Знаки | Знаки           |
| ----- | --------------- |
| †     | Кінцева лінія   |
| ←     | Тільки на захід |
| →     | Тільки на схід  |

| Станція                              | Рік відкриття (перебудови) | Переходи | Примітки            |
| ------------------------------------ | -------------------------- | --- | ------------------- |
| 69 Str †                             | 2012                       | – | –                   |
| Sirocco                              | 2012                       | – | –                   |
| 45 St                                | 2012                       | – | –                   |
| Westbrook                            | 2012                       | На автобусну лінію MAX Teal                                                                                             | –                   |
| Shaganappi Point                     | 2012                       | – | –                   |
| Sunalta                              | 2012                       | – | –                   |
| Downtown West–Kerby                  | 2012                       | – | –                   |
| 8 St Southwest →                     | 1981 (2009)                | На Червону лінію сітрейну                                                                                               | Безкоштовний проїзд |
| 7 St Southwest ←                     | 1981 (2009)                | На Червону лінію сітрейну                                                                                               | Безкоштовний проїзд |
| 6 St Southwest →                     | 1981 (2009)                | На Червону лінію сітрейну                                                                                               | Безкоштовний проїзд |
| 4 St Southwest ←                     | 1981 (2011)                | На Червону лінію сітрейну                                                                                               | Безкоштовний проїзд |
| 3 St Southwest →                     | 1981 (2010)                | На Червону лінію сітрейну                                                                                               | Безкоштовний проїзд |
| 1 St Southwest ←                     | 1981 (2005)                | На Червону лінію сітрейну                                                                                               | Безкоштовний проїзд |
| Centre St →                          | 1981 (2000)                | На Червону лінію сітрейну                                                                                               | Безкоштовний проїзд |
| City Hall/Bow Valley College Station | 1981 (2011)                | На Червону лінію сітрейну На автобусний маршрут 300 Airport На автобусну лінію MAX Yellow На автобусну лінію MAX Purple | Безкоштовний проїзд |
| Bridgeland/Memorial                  | 1985 (2014)                | – | –                   |
| Calgary Zoo                          | 1985 (2014)                | – | –                   |
| Barlow/Max Bell                      | 1985 (2014)                | – | –                   |
| Franklin                             | 1985 (2013)                | – | –                   |
| Marlborough                          | 1985 (2013)                | – | –                   |
| Rundle                               | 1985 (2013)                | На автобусну лінію MAX Orange                                                                                           | –                   |
| Whitehorn                            | 1985 (2011)                | – | –                   |
| McKnight–Westwinds                   | 2007                       | На автобусний маршрут 100 Airport                                                                                       | –                   |
| Martindale                           | 2012                       | – | –                   |
| Saddletowne †                        | 2012                       | - | –                   |

## Майбутні плани
Вже відбувається будівництво Зеленої лінії. Ця лінія перетинатиме центральну частину міста під прямим кутом до торгового центру в центрі міста та з’єднуватиме дві нові гілки: південно-східну та північно-центральну. Щоб уникнути обмеження пропускної спроможності існуючого ТЦ у центрі міста, його було спроектовано як окрему лінію, що проходить під землею на 4 станції через центр міста. Він матиме підключення до червоної та синьої ліній на станції 7 Str SW. 
Будівництво почалося в 2022 році,  і, як очікується, завершиться в 2027 році.
Зелена лінія простягатиметься від 16-ї авеню на півночі через центр міста на південний схід до майбутньої станції Shepard на 126-й авеню SE. Вартість проекту в розмірі 4,6 мільярда доларів буде розподілено приблизно рівними частинами між федеральним урядом, містом Калгарі та урядом провінції.